# チャド・フォンビル
チャド・エバレット・フォンビル（Chad Everette Fonville, 1971年3月5日 - ）は、アメリカ合衆国ノースカロライナ州オンスロー郡ジャクソンビル出身の元プロ野球選手（内野手、外野手）。右投両打。

## 経歴
1992年のMLBドラフト11巡目（全体299位）でサンフランシスコ・ジャイアンツから指名され、プロ入り。
1994年12月に行われたルール・ファイブ・ドラフトでモントリオール・エクスポズから指名され、移籍した。
1995年はエクスポズで開幕ロースター入り及びメジャーデビューを果たし、5月31日にウェイバー公示を経てロサンゼルス・ドジャースへ移籍した。ドジャース加入後は内外野をこなせるユーティリティープレイヤーとして重宝され、攻撃面でも内野安打42本（この年ナショナルリーグ2位）、20盗塁（全てドジャースで記録）と持ち前の機動力を見せた 。
1996年も103試合に出場したが、1997年は出番が激減した。メジャーでの出場は1999年のボストン・レッドソックス在籍時が最後だった。
その後は2001年から2年間と2004年に独立リーグであるカナディアン・アメリカン・リーグのナシュア・プライドでのプレーを最後に引退した。
引退後は母校であるホワイトオーク高等学校（ノースカロライナ州）のコーチとなった。

## プレースタイル
公称168cmでバットボーイかと思うほどの小兵だが、身体能力の高さと俊足を売り物としていた。

## 詳細情報

### 背番号
- 15（1995年 - 同年途中）
- 22（1995年途中 - 同年途中、1997年途中 - 同年終了）
- 3（1995年途中 - 1997年途中）
- 50（1999年）